# 九重バス事故
九重バス事故（ここのえバスじこ）は、1985年（昭和60年）3月9日に発生したバス事故である。

## 概要
1985年（昭和60年）3月9日17時40分頃、大分県玖珠郡九重町の大分県道40号飯田高原中村線上において、長崎県交通局の貸切バスが大型クレーンと衝突した。
現場は八丁原発電所から500メートル、道幅7メートルのヘアピンカーブであり、下り坂を走行していたクレーン車のアームが対向してきたバスの右側面に突き刺さった形となった。貸切バスには、「うたせ湯の筋湯温泉と田楽の里を訪ねて」と題したバスツアーの参加客34人とガイド、添乗員、運転手の37人が乗っており、3名の死者と31名の負傷者を出した。